# Тимчасове російське панування у Болгарії

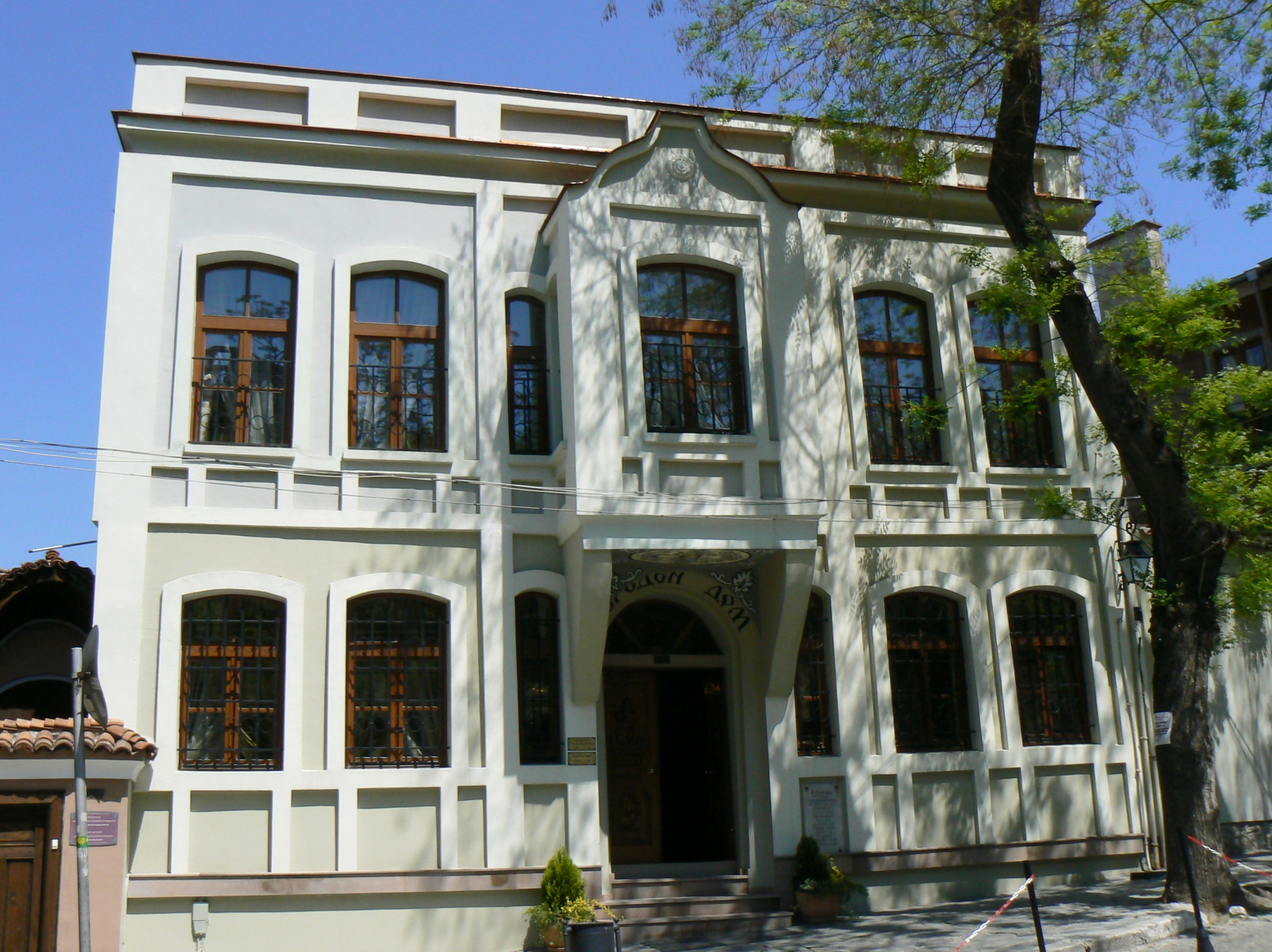
Будівля в Пловдиві, де з травня по жовтень 1878 року розташовувалася Тимчасова російська окупаційна адміністрація

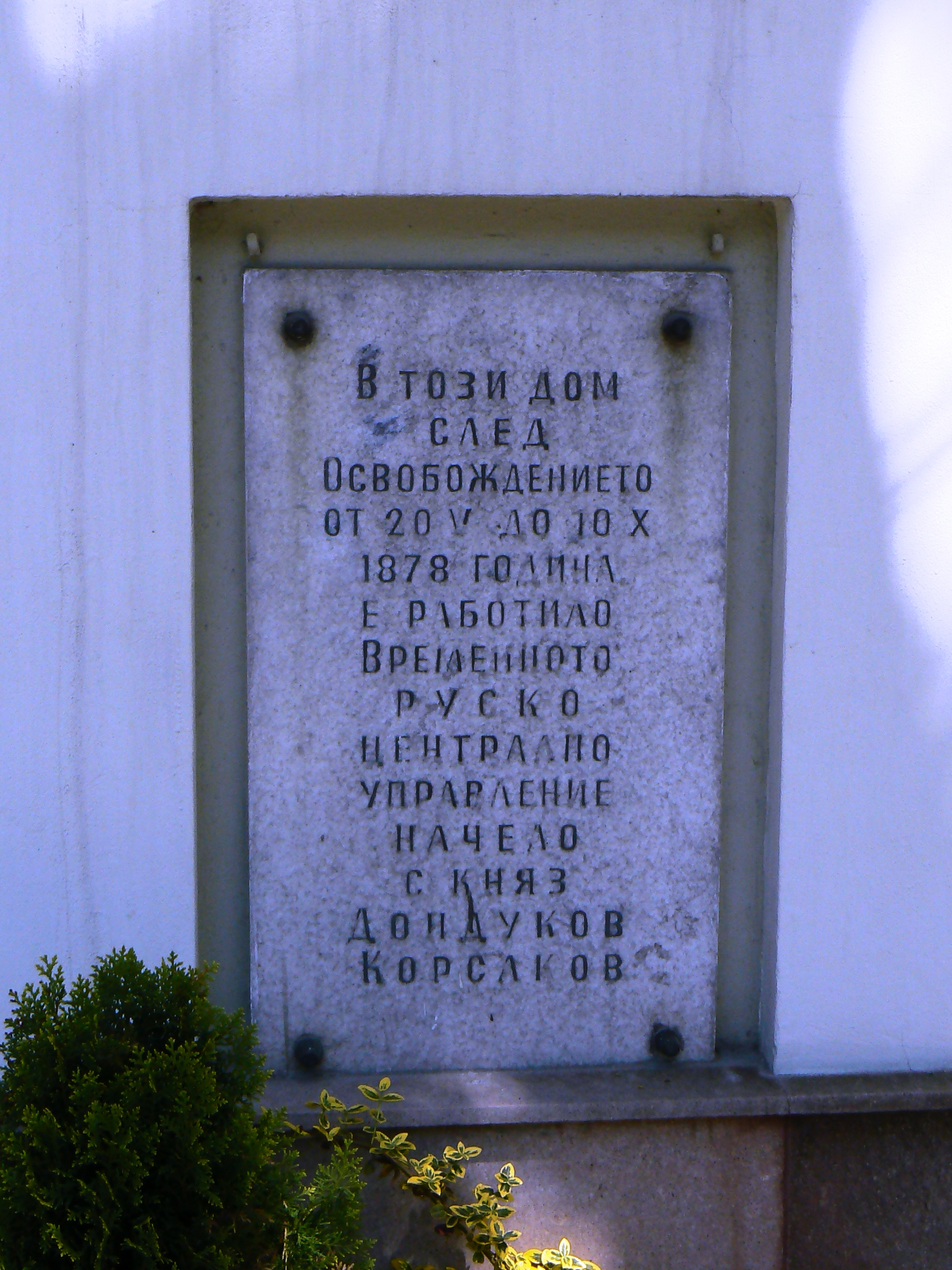
Пам'ятна дошка

Тимчасове російське панування у Болгарії (болг. Временно руско управление в България) — період, під час якого територія Болгарії, зайнята російською армією під час Російсько-турецької війни 1877—1878, управлялася російською адміністрацією. Ця адміністрація була створена на самому початку війни, у квітні 1877. Берлінський трактат передбачав припинення діяльності тимчасової російської адміністрації з моменту створення Болгарського князівства та Східної Румелії, у зв'язку з чим вона була скасована в 1879: 19 травня у Східній Румелії, 25 червня у Болгарському князівстві.

## Організація і діяльність
Тимчасову російську адміністрацію у Болгарії очолював спочатку імператорський комісар князь Володимир Черкаський, як начальник «Першої канцелярії цивільного управління звільненими задунайськими землями». Після його смерті в березні 1878 на чолі управління став князь Олександр Дондуков-Корсаков.
З 20 травня по 10 жовтня 1878 резиденція комісара перебувала в Пловдиві, а потім була перенесена до Софії.
Керівництво адміністрацією здійснювалося канцелярією імператорського комісара і створеною в 1878 році Радою з управління областями. Крім російських офіцерів і чиновників, туди увійшло і багато болгарів, серед яких були Драґан Цанков, Петко Каравелов, Стефан Стамболов, Димитр Греков, Димитр Петков, Тодор Ікономов, Костянтин Стоїлов.
Російське панування намагалася підготувати якомога більше кадрів для створення ефективного механізму окупаційного управління майбутніми болгарськими державами. Так, вже з самого початку сім губерній очолили росіяни й лише одну — болгарин, але віце-губернаторами болгари стали в шести губерніях. На місцях створювалася система управління: у повітах утворювалися виборні адміністративні ради та судові комітети, в селах — ради старійшин. Був складений проєкт Конституції. Велася підготовка до виборів в Установчі збори.
Навесні-влітку 1878 болгарське ополчення було перетворене в регулярні військові підрозділи в складі Земського війська.
Багато молодих болгарів було відправлено до російських військових училищ, а найбільш здібні — і до військових академій. За короткий час в Болгарії з'явилося і своє військове училище. Для прискорення формування і навчання нової армії адміністрацією було вирішено виділити зі складу Дунайської армії російських офіцерів та інструкторів із нижніх чинів. Заохочувалося військове навчання сільського населення при російських частинах і болгарських дружинах усіма чинами Російської армії. Такими заходами формувався мобілізаційний запас для Болгарської армії під російським управлінням. Російська армія також виділила значну кількість матеріального забезпечення для спорядження болгарської армії. Також Російська імперія активно сприяла створенню військово-морського флоту Болгарії.
Для підготовки офіцерського складу здійснювалося направлення здібних молодих болгар до російських військових училищ, так і навчання у новоствореному Військовому училищі в Софії.

## Окупаційний борг
Понесені російською скарбницею витрати на утримання Тимчасової адміністрації повинні були бути відшкодовані майбутніми Болгарським князівством та Східною Румелією. Утворена таким чином сума отримала назву «окупаційного боргу». Він виплачувався нерегулярно і остаточне його врегулювання зайняло майже півстоліття.
Болгарське князівство виплачувало борг з 1883 до 1885, коли відносини між Болгарією і Російською імперією були розірвані. У 1890 був направлений внесок, але регулярні виплати поновилися тільки в 1896 році.
Остаточно «окупаційний борг» Болгарське князівство погасило у 1902 році за рахунок коштів великої зовнішньої позики, виданої банком Парібас.
Окупаційний борг Східної Румелії перейшов до Болгарського князівства після об'єднання Болгарії в 1885 році. Його виплата багаторазово відкладалася до 1912, коли Болгарія і Російська імперія домовилися про план з погашення боргу. План так і не був виконаний з огляду на те, що на початку Першої світової війни обидві країни були противниками одне одного. Після війни борг був списаний угодою між кабінетом Олександра Стамболійського і більшовицьким урядом Совєцької Росії.